# México nos Jogos Olímpicos de Verão da Juventude de 2010
O México participou dos Jogos Olímpicos de Verão da Juventude de 2010 em Cingapura. Sua delegação foi composta de 42 atletas que competiram em 16 esportes. O país conquistou uma prata e cinco bronzes.

## Medalhistas
| Medalha | Nome             | Esporte            | Evento                               | Data         |
| ------- | ---------------- | ------------------ | ------------------------------------ | ------------ |
| Prata   | Briseida Acosta  | Taekwondo          | Mais de 63 kg feminino               | 19 de agosto |
| Bronze  | Alejandro Valdés | Taekwondo          | Até 63 kg masculino                  | 17 de agosto |
| Bronze  | Aremi Fuentes    | Halterofilismo     | Até 63 kg feminino                   | 17 de agosto |
| Bronze  | Jorge Camacho    | Pentatlo moderno   | Individual masculino                 | 22 de agosto |
| Bronze  | Pedro Castañeda  | Canoagem           | Velocidade C1 masculino              | 22 de agosto |
| Bronze  | Iván García      | Saltos ornamentais | Plataforma 10 m individual masculino | 24 de agosto |

## Atletismo
| Evento                            | Atleta            | Qualificação    | Qualificação | Final     | Final        |
| Evento                            | Atleta            | Resultado       | Posição      | Resultado | Posição      |
| --------------------------------- | ----------------- | --------------- | ------------ | --------- | ------------ |
| 110 m com barreiras masculino     | César Ramírez     | Desclassificado | -- (q1)      | 14.03     | 1º (Final C) |
| Arremesso de martelo masculino    | Diego Del Real    | 66,44           | 10º          | 69,66     | 1º (Final B) |
| 100 m masculino                   | Héctor Ruiz       | 11.05           | 11º (3º q4)  | 10.87     | 2º (Final B) |
| Salto triplo feminino             | Ivonne Rangel     | 12,07           | 9º           | 12,31     | 2º (Final B) |
| Marcha atlética masculina (10 km) | Jesús Vega        |                 |              | 46:08.16  | 7º           |
| Salto com vara feminino           | Tiziana Ruiz      | 3,50            | 13º          | 3,45      | 3º (Final B) |
| Marcha atlética feminina (5 km)   | Yanelli Caballero |                 |              | 22:42.15  | 5º           |

## Badminton
| Evento            | Atleta         | Fase de grupos | Fase de grupos                            | Fase de grupos                       | Fase de grupos                        | Fase de grupos | Quartas-de-final | Semifinais  | Final       | Pos. final |
| Evento            | Atleta         | Grupo          | 1ª rodada                                 | 2ª rodada                            | 3ª rodada                             | Pos.           | Quartas-de-final | Semifinais  | Final       | Pos. final |
| ----------------- | -------------- | -------------- | ----------------------------------------- | ------------------------------------ | ------------------------------------- | -------------- | ---------------- | ----------- | ----------- | ---------- |
| Simples masculino | Job Castillo   | A              | KOR Kang Ji-Wook D 0-2 (12-21, 17-21)     | USA Zenas Lam V 2-0 (21-18, 21-9)    | ZAM Ngosa Chongo V 2-0 (21-14, 21-10) | 2º             | Não avançou      | Não avançou | Não avançou | --         |
| Simples feminino  | Mariana Ugalde | F              | MAS Sonia Cheah Su Ya D 0-2 (14-21, 9-21) | TUR Ebru Tunali D 0-2 (11-21, 18-21) | NGR Fatima Azeez V 2-0 (21-19, 21-14) | 3º             | Não avançou      | Não avançou | Não avançou | --         |

## Boxe
| Evento                | Atleta            | Preliminares | Semifinais             | Disputa pelo bronze                 | Pos. final |
| --------------------- | ----------------- | ------------ | ---------------------- | ----------------------------------- | ---------- |
| Peso leve (até 60 kg) | Daniel Echeverría | Sem oponente | AUS Brett Mather D 7-8 | IND Krishan Vikas D Desclassificado | 4º         |

## Canoagem
| Evento                  | Atleta          | Tomada de tempo | Tomada de tempo | 1ª rodada                            | 2ª rodada (repescagem) | Oitavas-de-final                       | Quartas-de-final                           | Semi-finais                   | Final                        | Pos. final        |
| Evento                  | Atleta          | Resultado       | Pos.            | Oponente Resultado                   | Oponente Resultado     | Oponente Resultado                     | Oponente Resultado                         | Oponente Resultado            | Oponente Resultado           | Pos. final        |
| ----------------------- | --------------- | --------------- | --------------- | ------------------------------------ | ---------------------- | -------------------------------------- | ------------------------------------------ | ----------------------------- | ---------------------------- | ----------------- |
| Velocidade C1 masculino | Pedro Castañeda | 1:46.64         | 6º              | CHN Wang Xiaodong V 1:48.37 (bat. 5) |                        | AZE Radoslav Kutsev V 1:49.45 (bat. 6) | BRA Isaquias dos Santos V 1:49.74 (bat. 2) | UKR Anatolii Melnyk D 1:51.20 | ROM Andrei Liferi V 1:53.45* | Medalha de bronze |
| Slalom C1 masculino     | Pedro Castañeda | Desclassificado | --              | Não avançou                          | Não avançou            | Não avançou                            | Não avançou                                | Não avançou                   | Não avançou                  | --                |

* Disputa pelo bronze

## Ciclismo
| Equipe                    | Prova               | Corta-mato | Corta-mato | Contra-relógio | Contra-relógio | BMX  | BMX   | Estrada masculino[n1] | Pontos | Pos. final |
| Equipe                    | Prova               | Fem.       | Masc.      | Fem.           | Masc.          | Fem. | Masc. | Estrada masculino[n1] | Pontos | Pos. final |
| ------------------------- | ------------------- | ---------- | ---------- | -------------- | -------------- | ---- | ----- | --------------------- | ------ | ---------- |
| Equipes mistas combinadas | Carlos Moran        |            | 30         |                |                |      |       | 72                    | 221    | 6º         |
| Equipes mistas combinadas | Christopher Mireles |            |            |                |                |      | 72    | 72                    | 221    | 6º         |
| Equipes mistas combinadas | Ingrid Drexel       | 21         |            | 8              |                | 40   |       |                       | 221    | 6º         |
| Equipes mistas combinadas | Ulises Castillo     |            |            |                | 30             |      |       | 25 - 5 = 20[n2]       | 221    | 6º         |

↑  Na prova de estrada apenas a melhor pontuação foi considerada.

↑  5 pontos foram deduzidos porque todos os três ciclistas acabaram a corrida.

## Desportos aquáticos

### Natação
| Evento                | Atleta             | Qualificação | Qualificação | Semifinais  | Semifinais  | Final       | Final       |
| Evento                | Atleta             | Resultado    | Posição      | Resultado   | Posição     | Resultado   | Posição     |
| --------------------- | ------------------ | ------------ | ------------ | ----------- | ----------- | ----------- | ----------- |
| 100 m costas feminino | Lourdes Villasenor | 1:06.29      | 23º (6º q4)  | Não avançou | Não avançou | Não avançou | Não avançou |
| 200 m costas feminino | Lourdes Villasenor | 2:21.77      | 21º (8º q4)  |             |             | Não avançou | Não avançou |

### Saltos ornamentais
| Evento                               | Atleta         | Elims. | Elims. | Final  | Final             |
| Evento                               | Atleta         | Pontos | Pos.   | Pontos | Pos. final        |
| ------------------------------------ | -------------- | ------ | ------ | ------ | ----------------- |
| Trampolim 3 m individual masculino   | Iván García    | 443.80 | 12º    | 497.80 | 11º               |
| Plataforma 10 m individual masculino | Iván García    | 505.55 | 3º     | 515.70 | Medalha de bronze |
| Trampolim 3 m individual feminino    | Teresa Vallejo | 360.35 | 7º     | 348.90 | 11º               |
| Plataforma 10 m individual feminino  | Teresa Vallejo | 361.20 | 8º     | 355.10 | 9º                |

## Ginástica

### Ginástica artística
| Atleta           | Evento                       | Qualificação | Qualificação | Final por aparelhos | Final por aparelhos | Final individual geral | Final individual geral | Final individual geral | Final individual geral | Final individual geral | Final individual geral | Final individual geral | Final individual geral | Final individual geral | Final individual geral |
| Atleta           | Evento                       | Result.      | Pos.         | Result.             | Pos.                | Barras assimétricas    | Trave                  | Solo                   | Salto                  | Cavalo com alças       | Argolas                | Barras paralelas       | Barra fixa             | Total                  | Pos.                   |
| ---------------- | ---------------------------- | ------------ | ------------ | ------------------- | ------------------- | ---------------------- | ---------------------- | ---------------------- | ---------------------- | ---------------------- | ---------------------- | ---------------------- | ---------------------- | ---------------------- | ---------------------- |
| Javier Cervantes | Solo masculino               | 12.700       | 32º          | Não avançou         | Não avançou         |                        |                        |                        |                        |                        |                        |                        |                        |                        |                        |
| Javier Cervantes | Cavalo com alças masculino   | 12.150       | 28º          | Não avançou         | Não avançou         |                        |                        |                        |                        |                        |                        |                        |                        |                        |                        |
| Javier Cervantes | Argolas masculino            | 13.550       | 18º          | Não avançou         | Não avançou         |                        |                        |                        |                        |                        |                        |                        |                        |                        |                        |
| Javier Cervantes | Salto masculino              | 15.800       | 4º           | 14.850              | 7º                  |                        |                        |                        |                        |                        |                        |                        |                        |                        |                        |
| Javier Cervantes | Barras paralelas masculino   | 12.500       | 28º          | Não avançou         | Não avançou         |                        |                        |                        |                        |                        |                        |                        |                        |                        |                        |
| Javier Cervantes | Barra fixa masculino         | 12.500       | 30º          | Não avançou         | Não avançou         |                        |                        |                        |                        |                        |                        |                        |                        |                        |                        |
| Javier Cervantes | Individual geral masculino   | 79.200       | 30º          |                     |                     |                        |                        | Não avançou            | Não avançou            | Não avançou            | Não avançou            | Não avançou            | Não avançou            | Não avançou            | Não avançou            |
| Karla Salazar    | Salto feminino               | 13.200       | 22º          | Não avançou         | Não avançou         |                        |                        |                        |                        |                        |                        |                        |                        |                        |                        |
| Karla Salazar    | Barras assimétricas feminino | 12.200       | 18º          | Não avançou         | Não avançou         |                        |                        |                        |                        |                        |                        |                        |                        |                        |                        |
| Karla Salazar    | Trave feminino               | 13.300       | 13º          | Não avançou         | Não avançou         |                        |                        |                        |                        |                        |                        |                        |                        |                        |                        |
| Karla Salazar    | Solo feminino                | 0.000        | 42º          | Não avançou         | Não avançou         |                        |                        |                        |                        |                        |                        |                        |                        |                        |                        |
| Karla Salazar    | Individual geral feminino    | 38.700       | 40º          |                     |                     | Não avançou            | Não avançou            | Não avançou            | Não avançou            |                        |                        |                        |                        | Não avançou            | Não avançou            |

### Ginástica rítmica
| Evento           | Atleta                 | Qualificação | Qualificação | Qualificação | Qualificação | Qualificação | Qualificação | Final       | Final       | Final       | Final       | Final       | Final       |
| Evento           | Atleta                 | Corda        | Arco         | Maças        | Fita         | Total        | Pos.         | Corda       | Arco        | Maças       | Fita        | Total       | Pos. final  |
| ---------------- | ---------------------- | ------------ | ------------ | ------------ | ------------ | ------------ | ------------ | ----------- | ----------- | ----------- | ----------- | ----------- | ----------- |
| Individual geral | Isha Sánchez Hernández | 20.725       | 19.875       | 19.250       | 19.350       | 79.200       | 17º          | Não avançou | Não avançou | Não avançou | Não avançou | Não avançou | Não avançou |

## Halterofilismo
| Evento                  | Atleta        | Peso corporal (kg) | Arranque (kg) | Arranque (kg) | Arranque (kg) | Arranque (kg) | Arremesso (kg) | Arremesso (kg) | Arremesso (kg) | Arremesso (kg) | Total (kg) | Pos. final        |
| Evento                  | Atleta        | Peso corporal (kg) | 1             | 2             | 3             | Res.          | 1              | 2              | 3              | Res.           | Total (kg) | Pos. final        |
| ----------------------- | ------------- | ------------------ | ------------- | ------------- | ------------- | ------------- | -------------- | -------------- | -------------- | -------------- | ---------- | ----------------- |
| Até 63 kg feminino      | Aremi Fuentes | 62,11              | 85            | 85            | 88            | 88            | 106            | 110            | 112            | 106            | 194        | Medalha de bronze |
| Mais de 85 kg masculino | Moises Sotelo | 119,99             | 125           | 125           | 132           | 132           | 157            | 166            | 166            | 157            | 289        | 6º                |

## Judô
| Evento               | Atleta          | 1ª rodada    | 2ª rodada                   | 2ª rodada repescagem           | Final repescagem B | Disputa pelo bronze B | Pos. final |
| -------------------- | --------------- | ------------ | --------------------------- | ------------------------------ | ------------------ | --------------------- | ---------- |
| Até 100 kg masculino | Fernando Vanoye | Sem oponente | GER Marius Piepke D 000-001 | KGZ Bolot Toktogonov D 001-101 | Não avançou        | Não avançou           | --         |

| Evento         | Atleta                                            | 1ª rodada               | 2ª rodada   | Semifinais  | Final       | Pos. final |
| -------------- | ------------------------------------------------- | ----------------------- | ----------- | ----------- | ----------- | ---------- |
| Equipes mistas | Fernando Vanoye (como integrante da equipe Paris) | ZZX Equipe Tóquio D 3-5 | Não avançou | Não avançou | Não avançou | 10º        |

## Lutas
| Evento                           | Atleta                  | Preliminares              | Preliminares               | Preliminares                 | Preliminares | Disputa pelo 5º lugar    | Pos. final |
| Evento                           | Atleta                  | 1ª rodada                 | 2ª rodada                  | 3ª rodada                    | Pos.         | Oponente Resultado       | Pos. final |
| Evento                           | Atleta                  | Oponente Resultado        | Oponente Resultado         | Oponente Resultado           | Pos.         | Oponente Resultado       | Pos. final |
| -------------------------------- | ----------------------- | ------------------------- | -------------------------- | ---------------------------- | ------------ | ------------------------ | ---------- |
| Greco-romana até 58 kg masculino | Pedro Ramírez Camarillo | RSA Leonard Gregory V 3-1 | RUS Artur Suleymanov D 1-3 | UKR Oleksandr Lytvynov D 1-3 | 3º           | HUN Adrian Kranitz V 3-1 | 5º         |

## Pentatlo moderno
| Evento               | Atleta                            | Esgrima (Espada 1 toque) | Esgrima (Espada 1 toque) | Esgrima (Espada 1 toque) | Natação (200 m livre) | Natação (200 m livre) | Natação (200 m livre) | Corrida e tiro (3000 m, pistola a laser) | Corrida e tiro (3000 m, pistola a laser) | Corrida e tiro (3000 m, pistola a laser) | Pontuação total | Pos. final |
| Evento               | Atleta                            | Result.                  | Pos.                     | Pontos                   | Tempo                 | Pos.                  | Pontos                | Tempo                                    | Pos.                                     | Pontos                                   | Pontuação total | Pos. final |
| -------------------- | --------------------------------- | ------------------------ | ------------------------ | ------------------------ | --------------------- | --------------------- | --------------------- | ---------------------------------------- | ---------------------------------------- | ---------------------------------------- | --------------- | ---------- |
| Individual masculino | Jorge Camacho                     | 16                       | 3º                       | 1000                     | 2:13.28               | 16º                   | 1204                  | 11:04.05                                 | 5º                                       | 2344                                     | 4548            | [ 16 ]     |
| Individual feminino  | Tamara Vega                       | 10                       | 13º                      | 760                      | 2:24.07               | 10º                   | 1072                  | 12:39.30                                 | 5º                                       | 1964                                     | 3796            | 10º        |
| Equipes mistas       | Jorge Camacho e IRL Emily Greenan | 55                       | 4º                       | 910                      | 2:06.35               | 13º                   | 1284                  | 16:11.37                                 | 12º                                      | 2196                                     | 4390            | 10º        |
| Equipes mistas       | Tamara Vega e GER Eric Kruger     | 49                       | 8º                       | 850                      | 2:07.95               | 17º                   | 1268                  | 15:23.66                                 | 4º                                       | 2388                                     | 4506            | 5º         |

## Taekwondo
| Evento                  | Atleta           | 1ª rodada              | Quartas-de-final           | Semifinais                 | Final                  | Pos. final        |
| ----------------------- | ---------------- | ---------------------- | -------------------------- | -------------------------- | ---------------------- | ----------------- |
| Até 63 kg masculino     | Alejandro Valdés | LBA Taha Madnini V 8-7 | RUS Konstantin Minin V 8-6 | KOR Seo Byeong-Deok D 0-5  | Não avançou            | Medalha de bronze |
| Até 63 kg feminino      | Ana Perez        | Sem oponente           | ESP Nagore Irigoien D 4-5  | Não avançou                | Não avançou            | 5º                |
| Mais de 63 kg feminino  | Briseida Acosta  | Sem oponente           | RUS Olga Ivanova V 12-7    | FRA Faiza Taoussara V 7+-7 | CHN Zheng Shuyin D 1-2 | Medalha de prata  |
| Mais de 73 kg masculino | José Ramos       | Sem oponente           | JOR Yazan Alsadeq D 5-6    | Não avançou                | Não avançou            | 5º                |
| Até 55 kg feminino      | Monica Chavez    | Sem oponente           | GBR Jade Jones D 4-7       | Não avançou                | Não avançou            | 6º                |

## Tiro
| Evento                        | Atleta               | Qualificação | Qualificação | Qualificação | Qualificação | Qualificação | Qualificação | Qualificação | Qualificação | Final       | Final       | Final       | Final       | Final       | Final       | Final       | Final       | Final       | Final       | Final       | Final       | Final       |
| Evento                        | Atleta               | 1            | 2            | 3            | 4            | 5            | 6            | Total        | Pos.         | 1           | 2           | 3           | 4           | 5           | 6           | 7           | 8           | 9           | 10          | Total final | Total       | Pos. final  |
| ----------------------------- | -------------------- | ------------ | ------------ | ------------ | ------------ | ------------ | ------------ | ------------ | ------------ | ----------- | ----------- | ----------- | ----------- | ----------- | ----------- | ----------- | ----------- | ----------- | ----------- | ----------- | ----------- | ----------- |
| Carabina de ar 10 m masculino | Erick Arzate Marchan | 98           | 99           | 96           | 97           | 100          | 97           | 587          | 7º           | 10.3        | 10.1        | 10.1        | 10.4        | 10.3        | 10.2        | 9.6         | 10.5        | 9.8         | 10.1        | 101.4       | 688.4       | 6º          |
| Carabina de ar 10 m feminino  | Isamar Guerrero      | 97           | 96           | 96           | 96           |              |              | 385          | 17º          | Não avançou | Não avançou | Não avançou | Não avançou | Não avançou | Não avançou | Não avançou | Não avançou | Não avançou | Não avançou | Não avançou | Não avançou | Não avançou |
| Pistola de ar 10 m masculino  | Julio Nava           | 94           | 92           | 93           | 93           | 92           | 95           | 559          | 14º          | Não avançou | Não avançou | Não avançou | Não avançou | Não avançou | Não avançou | Não avançou | Não avançou | Não avançou | Não avançou | Não avançou | Não avançou | Não avançou |
| Pistola de ar 10 m feminino   | Mariana Nava         | 92           | 92           | 89           | 93           |              |              | 366          | 17º          | Não avançou | Não avançou | Não avançou | Não avançou | Não avançou | Não avançou | Não avançou | Não avançou | Não avançou | Não avançou | Não avançou | Não avançou | Não avançou |

## Tiro com arco
| Evento               | Atleta                              | Qualificatória | Qualificatória | 1ª rodada                               | Oitavas-de-final         | Quartas-de-final      | Semi-finais          | Final                     | Pos. final |
| Evento               | Atleta                              | Resultado      | Pos.           | Oponente Resultado                      | Oponente Resultado       | Oponente Resultado    | Oponente Resultado   | Oponente Resultado        | Pos. final |
| -------------------- | ----------------------------------- | -------------- | -------------- | --------------------------------------- | ------------------------ | --------------------- | -------------------- | ------------------------- | ---------- |
| Individual masculino | Jafet Farjat                        | 312            | 32º            | NED Rick van den Oever D 2-6            | Não avançou              | Não avançou           | Não avançou          | Não avançou               | --         |
| Individual feminino  | Mariana Avitia                      | 637            | 4º             | BAN Beauty Ray V 6-0                    | ESP Miriam Alarcón V 7-1 | BEL Zoe Gobbels V 6-2 | KOR Kwak Ye-Ji D 4-6 | RUS Tatiana Segina D 2-6* | 4º         |
| Equipes mistas       | Jafet Farjat e SIN Elizabeth Cheok  |                |                | CHN Song Jia/ ITA Lorenzo Pianesi D 0-6 | Não avançou              | Não avançou           | Não avançou          | Não avançou               | --         |
| Equipes mistas       | Mariana Avitia e FIN Joni Hautamäki |                |                | JPN Mai Okubo/ TPE Ku Yuan-Hsiang D 0-6 | Não avançou              | Não avançou           | Não avançou          | Não avançou               | --         |

* Disputa pelo bronze

## Triatlo
| Evento               | Triatleta                                              | Natação | Transição 1 | Ciclismo | Transição 2 | Corrida | Tempo total | Pos.              |
| -------------------- | ------------------------------------------------------ | ------- | ----------- | -------- | ----------- | ------- | ----------- | ----------------- |
| Individual feminino  | Adriana Barraza                                        | 10:02   | 0:35        | 31:41    | 0:23        | 19:07   | 1:01:48.57  | 4º                |
| Individual masculino | Luis Oliveros                                          | 8:59    | 0:31        | 29:47    | 0:27        | 17:22   | 57:06.35    | 13º               |
| Revezamento misto    | Adriana Barraza (como integrante da equipe Américas 1) |         |             |          |             |         | 1:19:58.88  | Medalha de bronze |
| Revezamento misto    | Luis Oliveros (como integrante da equipe Américas 2)   |         |             |          |             |         | 1:22:30.15  | 5º                |

## Vela
| Evento               | Atleta       | Regata | Regata | Regata | Regata | Regata | Regata | Regata | Regata | Regata | Regata | Regata | Total | Posição |
| Evento               | Atleta       | 1      | 2      | 3      | 4      | 5      | 6      | 7      | 8      | 9      | 10     | M      | Total | Posição |
| -------------------- | ------------ | ------ | ------ | ------ | ------ | ------ | ------ | ------ | ------ | ------ | ------ | ------ | ----- | ------- |
| Techno 293 feminino  | Diana Valera | 13     | 13     | 15     | 11     | 15     | 7      | 13     | 13     | 13     | 13     | 13     | 124   | 12º     |
| Techno 293 masculino | José Davila  | RAF    | 16     | 4      | 11     | 14     | 12     | 11     | 16     | 12     | 16     | 18     | 130   | 14º     |

Notas:
- M – Regata da Medalha
- OCS – On the Course Side of the starting line
- DSQ – Disqualified (Desclassificado)
- DNF – Did Not Finish (Não completou)
- DNS – Did Not Start (Não largou)
- BFD – Black Flag Disqualification (Desclassificado por bandeira preta)
- RAF – Retired after Finishing (Retirou-se após completar a prova)